# Weißschwanz-Präriehund
Der Weißschwanz-Präriehund (Cynomys leucurus) ist eine Hörnchenart aus der Gattung der Präriehunde (Cynomys). Er kommt im Westen der Vereinigten Staaten in den amerikanischen Bundesstaaten Montana, Wyoming, Utah und Colorado vor.

## Merkmale
Der Weißschwanz-Präriehund erreicht eine Kopf-Rumpf-Länge von etwa 31,5 bis 40,0 Zentimetern, der Schwanz wird etwa 40 bis 65 Millimeter lang, er ist damit wie bei allen Präriehunden deutlich kürzer als der restliche Körper. Das Gewicht liegt bei etwa 670 bis 1700 Gramm, wobei die Männchen in der Regel etwas größer und schwerer als die Weibchen sind. Die Tiere haben eine gelblich-sandfarbene Rückenfarbe mit schwarzer Frostung, die Bauchseite ist hellgelb bis weiß. Unter den Augen befindet sich jeweils ein dunkelbrauner bis schwarzer Fleck. Der Schwanz ist sandfarben bis weiß an der Basis, teilweise mit zimtfarbener Einwaschung, und er besitzt eine weiße Schwanzspitze.

## Verbreitung

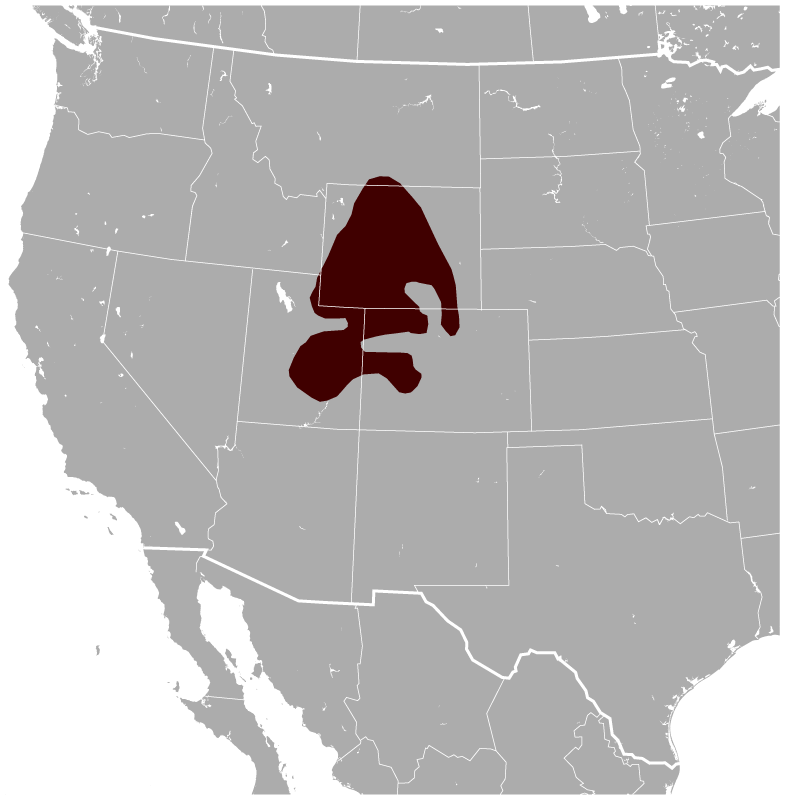
Verbreitungsgebiet des Weißschwanz-Präriehunds

Der Weißschwanz-Präriehund kommt im Westen der Vereinigten Staaten vom äußersten Süden von Montana über große Teile von Wyoming bis in den Nordosten von Utah und den Nordwesten von Colorado vor.

## Lebensweise

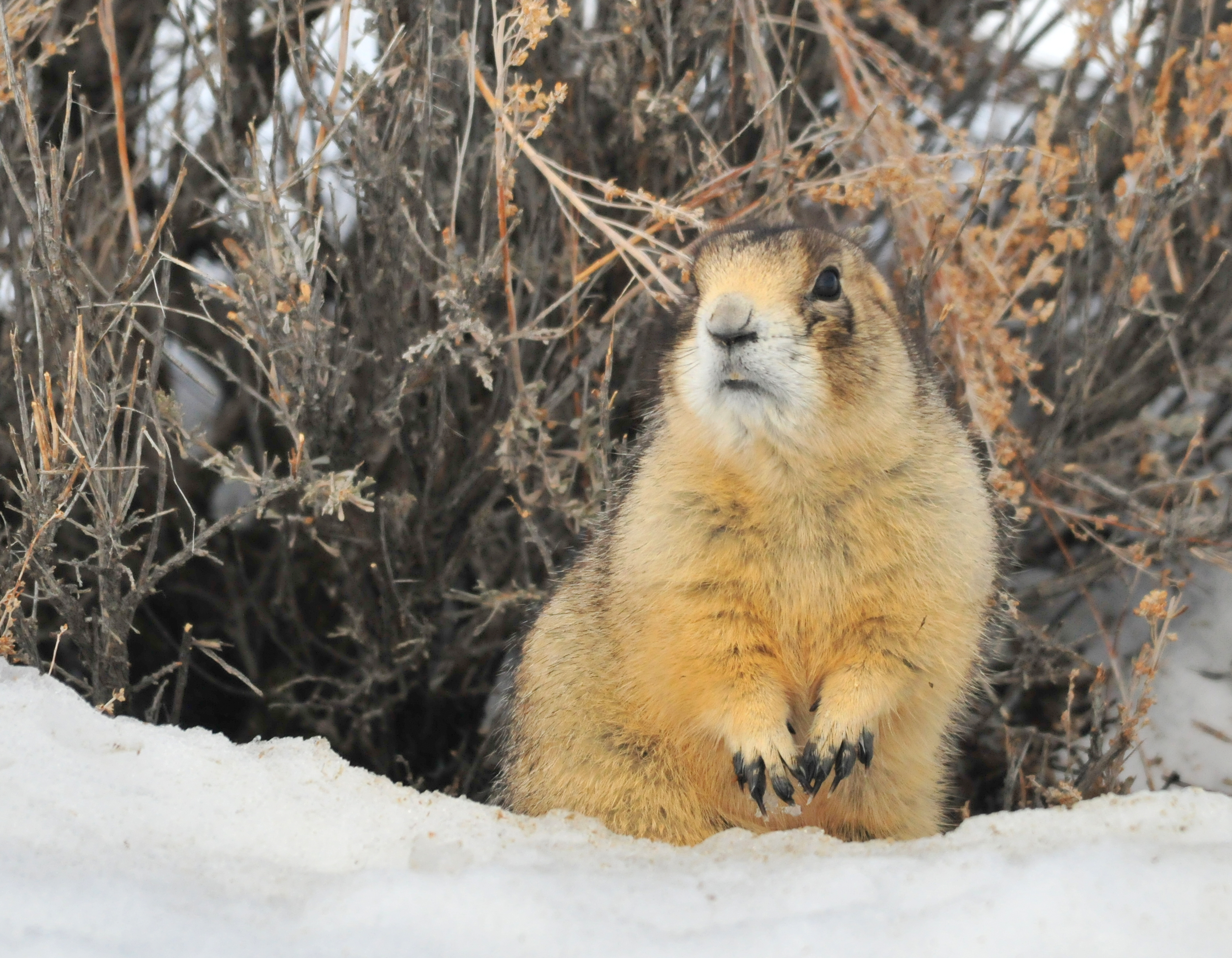
Weißschwanz-Präriehund

Der Weißschwanz-Präriehund lebt in trockenen und relativ vegetationsreichen Gras- und Gebüschflächen und Bergweiden. Die Tiere sind herbivor und die Nahrung besteht wie bei anderen Erdhörnchen vor allem aus verschiedenen Pflanzenteilen wie Gräsern, Seggen, Blättern und Samen der vorkommenden Pflanzen. Wie andere Erdhörnchen leben sie am Boden und in unterirdischen Bauen. Sie halten einen Winterschlaf, der bis sieben Monate dauern kann und im Normalfall vom Spätsommer bis zum Februar währt; Jungtiere können allerdings bis in den November aktiv sein. Im Frühjahr kommen die Männchen in der Regel etwa zwei bis drei Wochen vor den Weibchen an die Oberfläche.
Die Baue sind typischerweise bis zu 2 bis 3 Meter tief, wobei die besonders tiefen Baue auch Nester enthalten. Sie besitzen in der Regel zahlreiche, häufig zehn oder mehr Eingänge, die anhand eines Rings aus ausgehobener Erde erkennbar sind. Die Präriehunde sind sozial und leben in Kolonien, wobei der Grad der Sozialität weniger ausgeprägt ist als beim Schwarzschwanz-Präriehund (Cynomys ludovicianus) und in etwa dem anderer Arten wie Gunnisons Präriehund (Cynomys gunnisoni) und dem Utah-Präriehund (Cynomys parvidens) entspricht. Die Anzahl der Tiere in der Kolonie ist zumeist gering. Die Weibchen sind häufig philopatrisch und bleiben in den Kolonien, in denen sie geboren wurden, die Weibchen der Kolonie sind entsprechend nahe verwandt. Die Männchen verlassen den Bau in der Regel im zweiten Lebensjahr. Die Territorien der ausgewachsenen Tiere sind für gewöhnlich einen bis zwei Hektar groß und überlappen sich stark. Untereinander pflegen die Tiere engen Körperkontakt, sie begrüßen sich durch das Aneinanderreiben der Wangen und das gegenseitige Beriechen im Analbereich und an den Duftdrüsen, zudem spielen sie miteinander. Zwischen den ausgewachsenen Tieren benachbarter Kolonien kommt es auch zu Konflikten um Territorien, die in kurzen Kämpfen und Drohgebärden ausgetragen werden. Bei Gefahr stoßen die Tiere spezifische Alarmrufe aus, in denen sie auch die Art der Gefahr ausdrücken können.
Die Paarungszeit der Tiere beginnt in der Regel wenige Tage nach dem Erwachen der Weibchen im Frühjahr und variiert je nach Höhenlage und Witterung. Die Weibchen bekommen einmal im Jahr Nachwuchs und die Jungtiere werden nach einer Tragzeit von etwa 28 bis 30 Tagen im unterirdischen Nest geboren, dabei besteht ein Wurf aus durchschnittlich vier bis fünf und maximal bis acht Jungtieren. Die Jungtiere verlassen den Bau erstmals nach etwa 5,5 Wochen, die Entwöhnung erfolgt in der Regel kurz danach. Die Geschlechtsreife der Weibchen ist bereits im Folgejahr erreicht, Männchen sind häufig ebenfalls im ersten Jahr geschlechtsreif, verpaaren sich jedoch in der Regel erst im zweiten Lebensjahr. Die Mortalität der Tiere ist hoch. Die jährliche Überlebensrate der Männchen liegt bei 12 bis 56 Prozent der Tiere, die der Weibchen bei 21 bis 62 Prozent und die der Jungtiere im ersten Jahr bei 5 bis 39 Prozent. Die maximale Lebensdauer liegt bei beiden Geschlechtern bei etwa fünf Jahren. Die wichtigsten Fressfeinde sind verschiedene Raubtiere und Greifvögel, darunter auch der Schwarzfußiltis (Mustela nigripes). Unter den Parasiten ist vor allem das durch Flöhe übertragene Pestbakterium Yersinia pestis für eine hohe Sterblichkeit verantwortlich.

## Systematik
Der Weißschwanz-Präriehund wird als eigenständige Art innerhalb der Gattung der Präriehunde (Cynomys) eingeordnet, die aus fünf Arten besteht. Die wissenschaftliche Erstbeschreibung stammt von dem amerikanischen Zoologen Clinton Hart Merriam aus dem Jahr 1890, der die Art anhand von Individuen von Fort Bridger im Uinta County, Wyoming, beschrieb.
Innerhalb der Art werden neben der Nominatform keine weiteren Unterarten unterschieden.

## Status, Bedrohung und Schutz

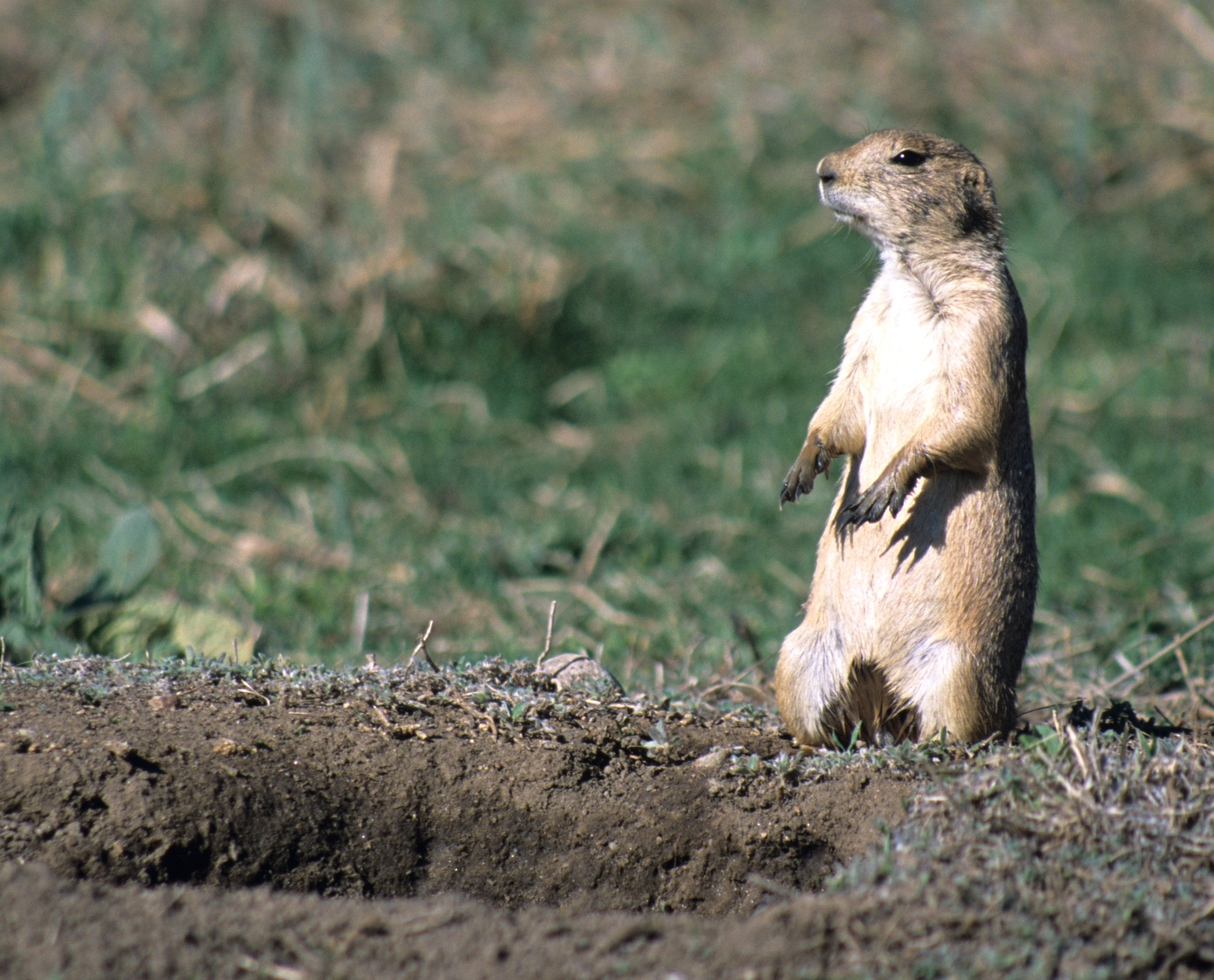
Weißschwanz-Präriehund am Eingang des Baus in Colorado

Der Weißschwanz-Präriehund wird von der International Union for Conservation of Nature and Natural Resources (IUCN) als nicht gefährdet (Least Concern, LC) eingeordnet. Begründet wird dies durch das vergleichsweise große Verbreitungsgebiet, das sich nur wenig verändert hat, und das regelmäßige Vorkommen der Art. Die Bestandszahlen und die Anzahl der Kolonien sind zwar stark zurückgegangen, der Rückgang reicht jedoch nicht aus für eine Einordnung in eine Gefährdungskategorie. Potenzielle Bestandsgefährdungen gehen vor allem durch den Pesterreger aus, der neben der Mortalität der Tiere auch zu einer Bejagung oder Vergiftung als Schädling in Weideflächen und als potenzieller Krankheitsüberträger geführt hat. Ein weiterer Gefährdungsfaktor ist die Umwandlung von ehemaligen Steppengebieten in landwirtschaftliche Flächen.

## Belege
1. 1 2 3 4 5 6 7 8 9  Richard W. Thorington Jr., John L. Koprowski, Michael A. Steele: Squirrels of the World. Johns Hopkins University Press, Baltimore MD 2012, ISBN 978-1-4214-0469-1, S. 261–262.
2. 1 2 3  Cynomys leucurus in der Roten Liste gefährdeter Arten der IUCN 2016.1. Eingestellt von: A.V. Linzey, NatureServe (G. Hammerson), 2008. Abgerufen am 26. August 2016.
3. ↑  Clinton Hart Merriam: Description of a new prairie dog from Wyoming. North American Fauna 4, 1890; S. 33–36. (doi:10.3996/nafa.4.0007, Volltext).
4. ↑  Tim W. Clark, Robert S. Hoffmann, Charles F. Nadler: Cynomys gunnisoni. Mammalian Species 7, 1971; S. 1–4. ( Volltext (Memento vom 26. August 2016 im Internet Archive))
5. 1 2  Cynomys (Leucocrossuromys) leucurus. In: Don E. Wilson, DeeAnn M. Reeder (Hrsg.): Mammal Species of the World. A taxonomic and geographic Reference. 2 Bände. 3. Auflage. Johns Hopkins University Press, Baltimore MD 2005, ISBN 0-8018-8221-4.